# Javier Castellar
Javier Castellar Devis (n. Masamagrell, provincia de Valencia; 18 de abril de 1961) es un ex ciclista profesional español. Fue profesional entre 1984 y 1988 ininterrumpidamente.

## Trayectoria

### Como ciclista
Debutó en el equipo Kelme donde permaneció la mayor parte de su carrera deportiva.
Uno de sus éxitos como profesional fue la medalla de bronce conseguida en el Campeonato de España en Ruta de 1985, disputado en Valladolid. Solamente fue superado por José Luis Navarro y por Peio Ruiz Cabestany, que fueron oro y plata respectivamente.
Otros de sus grandes éxitos fueron la victoria en el Camp de Morvedre de 1985; donde se impuso por delante de Bernard Hinault.  Así, como la victoria conseguida en un apretadisimo sprint por delante del Campeón Mundial de Ruta Claude Criquielion en la 1.ª etapa  de la Vuelta a Asturias de 1986.

### Tras la retirada
En la actualidad es Presidente del Club Deportivo Podium, donde su compromiso y su vocación son fomentar la pasión por el ciclismo, y atraer los ojos del mundo hacia este deporte a través de la organización de diferentes eventos.
Es el encargado de la organización del Gran Fondo Internacional Marcha Ciudad València,  donde ha contado con embajadores de la talla de Induráin, Valverde, Pereiro, Samuel Sánchez, Peio Ruiz Cabestany o Dori Ruano, que han rodado junto a centenares de participantes. También es organizador de pruebas ciclistas en La Nucía.

## Palmarés
1978 (juniores)
- 2.º en Campeonato Nacional, Ruta, Juniores, España, España.

1982 (diletantes)
- 1.º en Campeonato Nacional, Ruta, Diletantes, España, Albuixech (Comunidad Valenciana), España.

1983 (diletantes)
- 1.º en Clasificación General Final Vuelta Ciclista Provincia Tarragona, España.

1984
- 1.º en 5.ª etapa Vuelta a Burgos, España.
- 2.º en Cocentaina, Cocentaina (Comunidad Valenciana), España.

1985
- 1.º en Estivella, Vuelta al Camp de Morvedre (Comunidad Valenciana), España.
- 2.º en Náquera, Náquera (Comunidad Valenciana), España 1985.
- 2.º en 1.ª etapa Vuelta a Galicia, Santiago (Galicia), España.
- 3.º en el Campeonato de España en Ruta .
- 6.º en 16.ª etapa Vuelta España, Albacete-Alcalá de Henares, España.

1986
- 1.º en Picaña, Picaña (Comunidad Valenciana), España.
- 1.º en 1.ª etapa Vuelta a Asturias, España.
- 8.º en Barcelona - Andorra, Andorra (Andorra la Vieja), Andorra.

1987
- 1.º en 4.ª etapa de la Vuelta a Colombia 1987
- 4.º en 2.ª etapa Vuelta a Colombia, Bogotá (Distrito Especial), Colombia.
- 3.º en 7.ª etapa Vuelta a Colombia, Pereira (Risaralda), Colombia.
- 5.º en 3.ª etapa Vuelta Ciclista a Cataluña, Barcelona (Cataluña), España.
- 8.º en 12.ª etapa Vuelta España, Cangan de Onis-Oviedo, España.
- 9.º en 17.ª etapa Vuelta España, Ponferrada-Valladolid, España.

1988
- 1.º en Alquerías (a), Alquerías (Murcia), España.

## Resultados en las Grandes Vueltas
| Carrera         | 1984 | 1985 | 1986 | 1987 | 1988 |
| --------------- | ---- | ---- | ---- | ---- | ---- |
| Giro de Italia  | -    | -    | -    | -    | -    |
| Tour de Francia | -    | -    | -    | -    | -    |
| Vuelta a España | 44.º | 85.º | Ab.  | 60.º | 37.º |

-: no participa

Ab.: abandono

## Equipos
- Kelme (1984-1987)
- Seur (1988)